# Panzerabwehrkanone

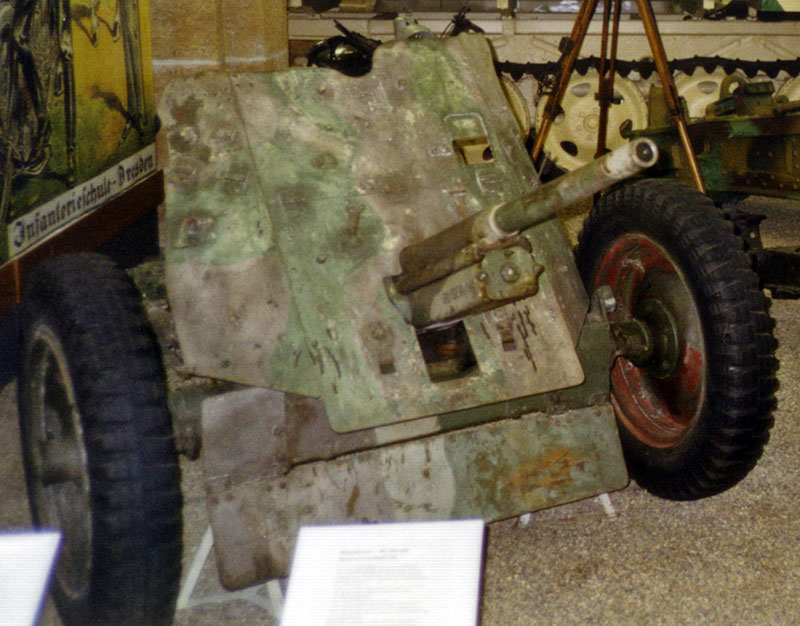
Deutsche 3,7-cm-Pak 35/36 L/45

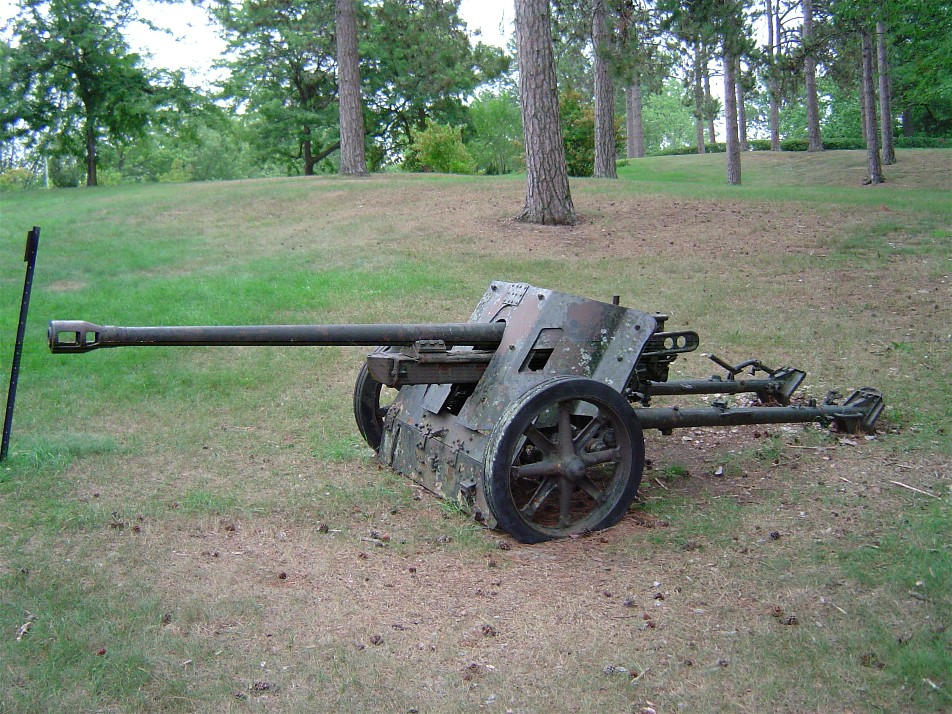
Deutsche 5-cm-Pak 38

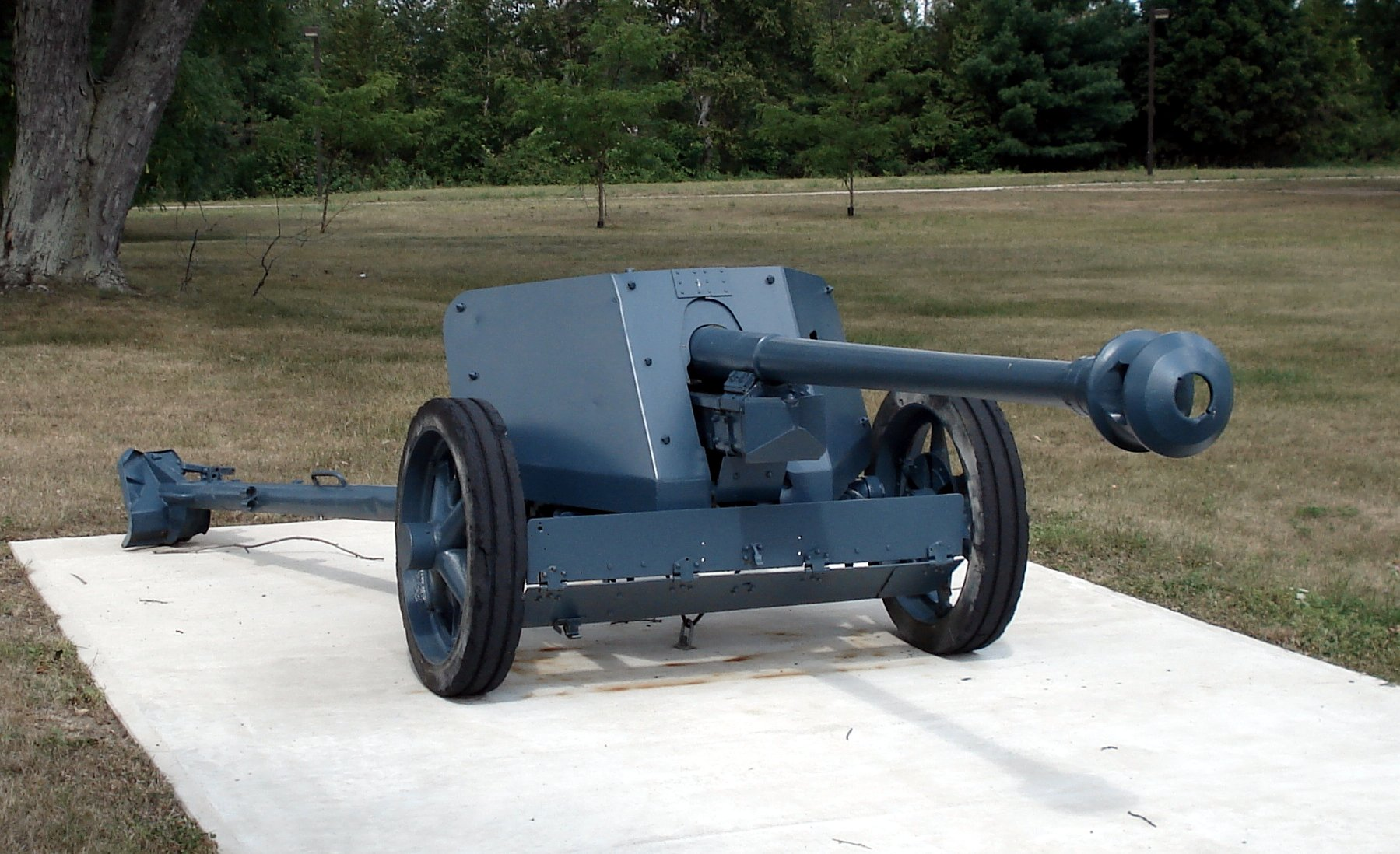
Deutsche 7,5-cm-Pak 40

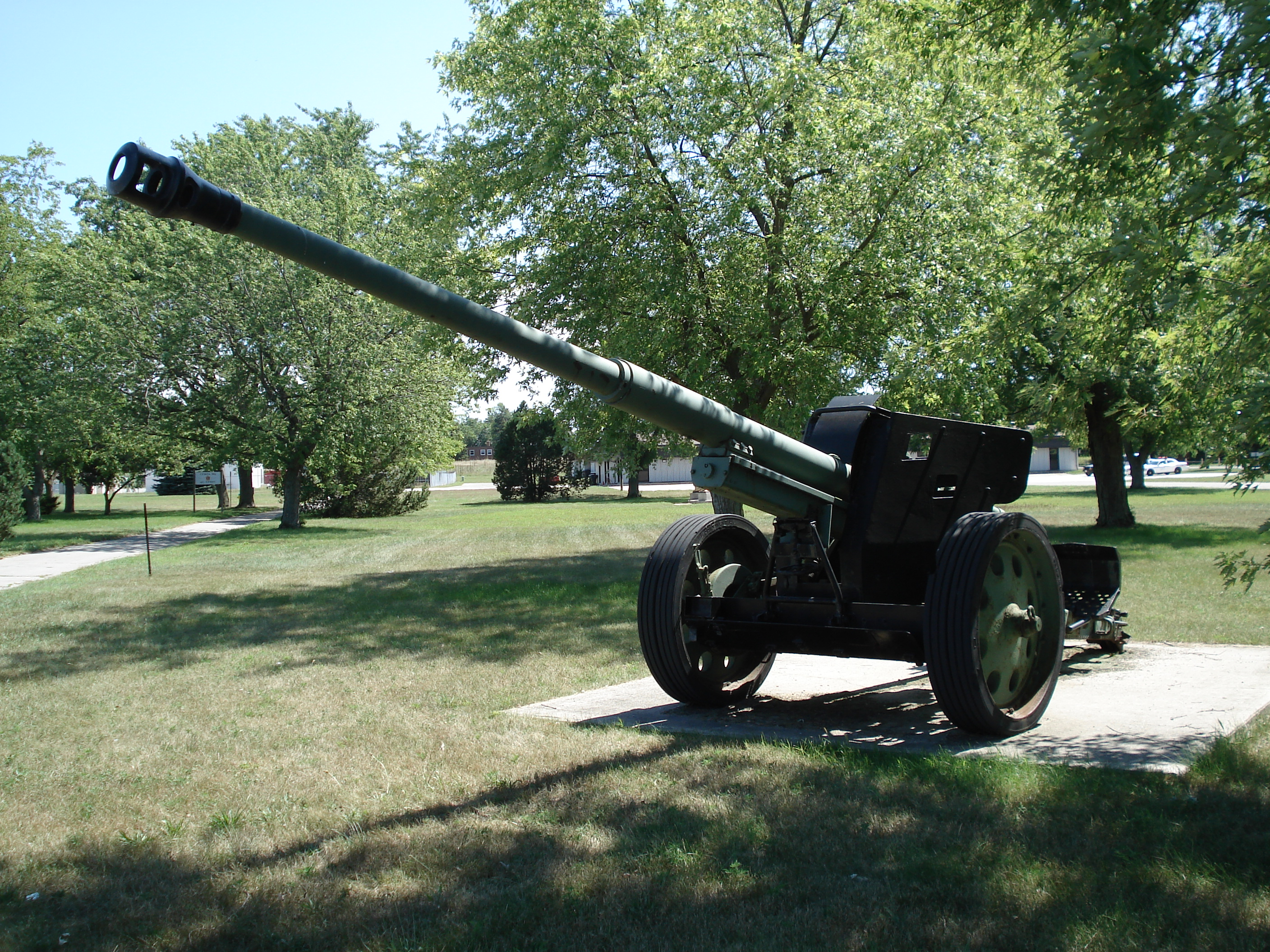
Deutsche 8,8-cm-Pak 43/41 L/71

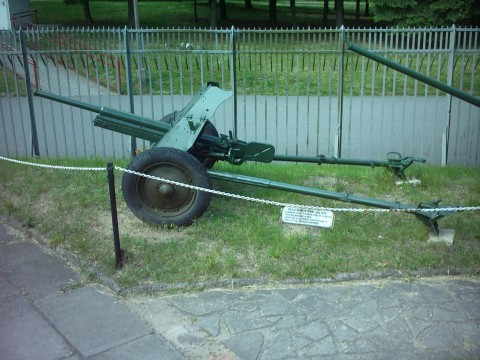
Sowjetische 45-mm-Pak

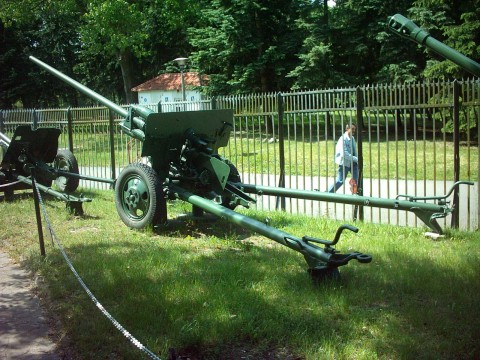
Sowjetische 57-mm-Pak

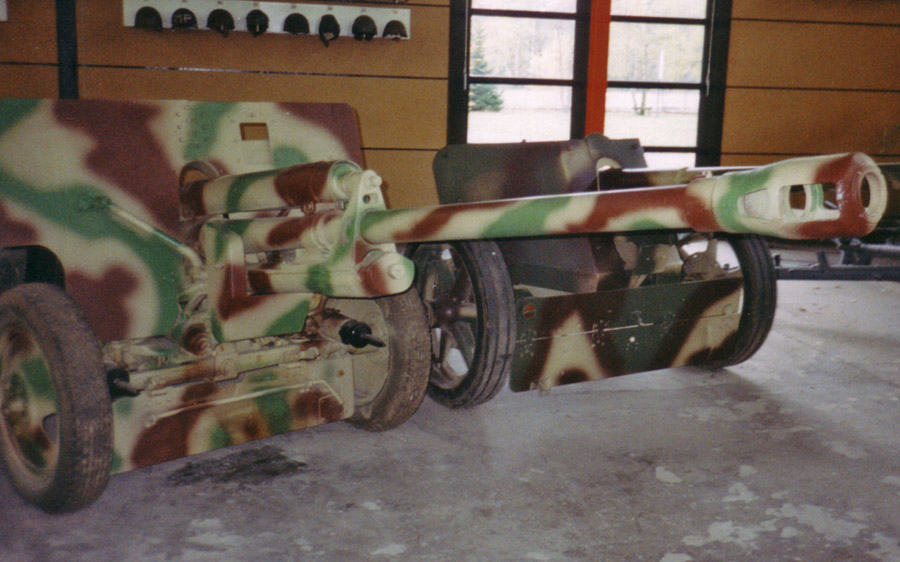
Sowjetische 76,2-mm-Feldkanone ZIS-3, Beutestück mit deutschem Tarnanstrich

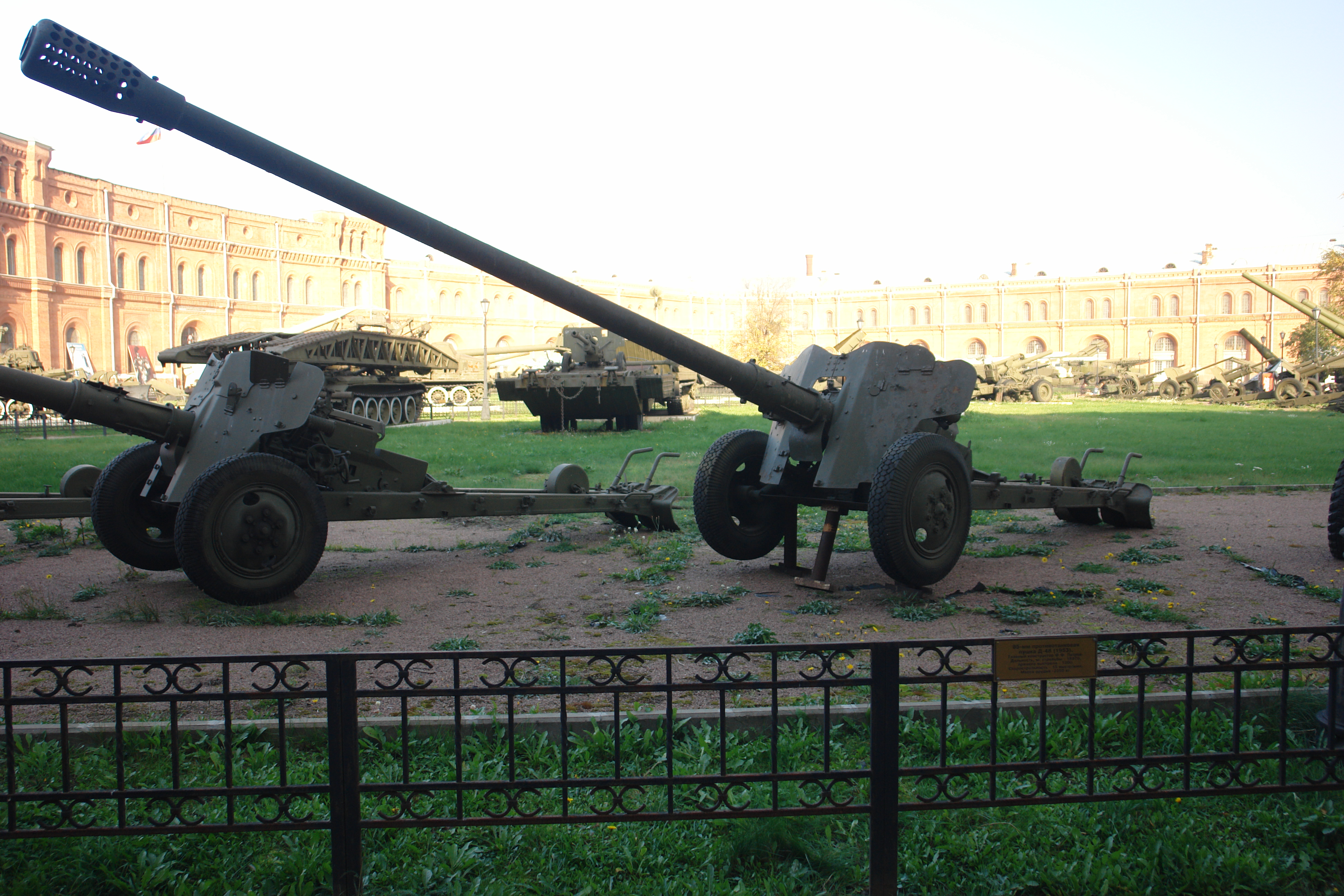
Sowjetische 85-mm-Panzerabwehrkanone D-48

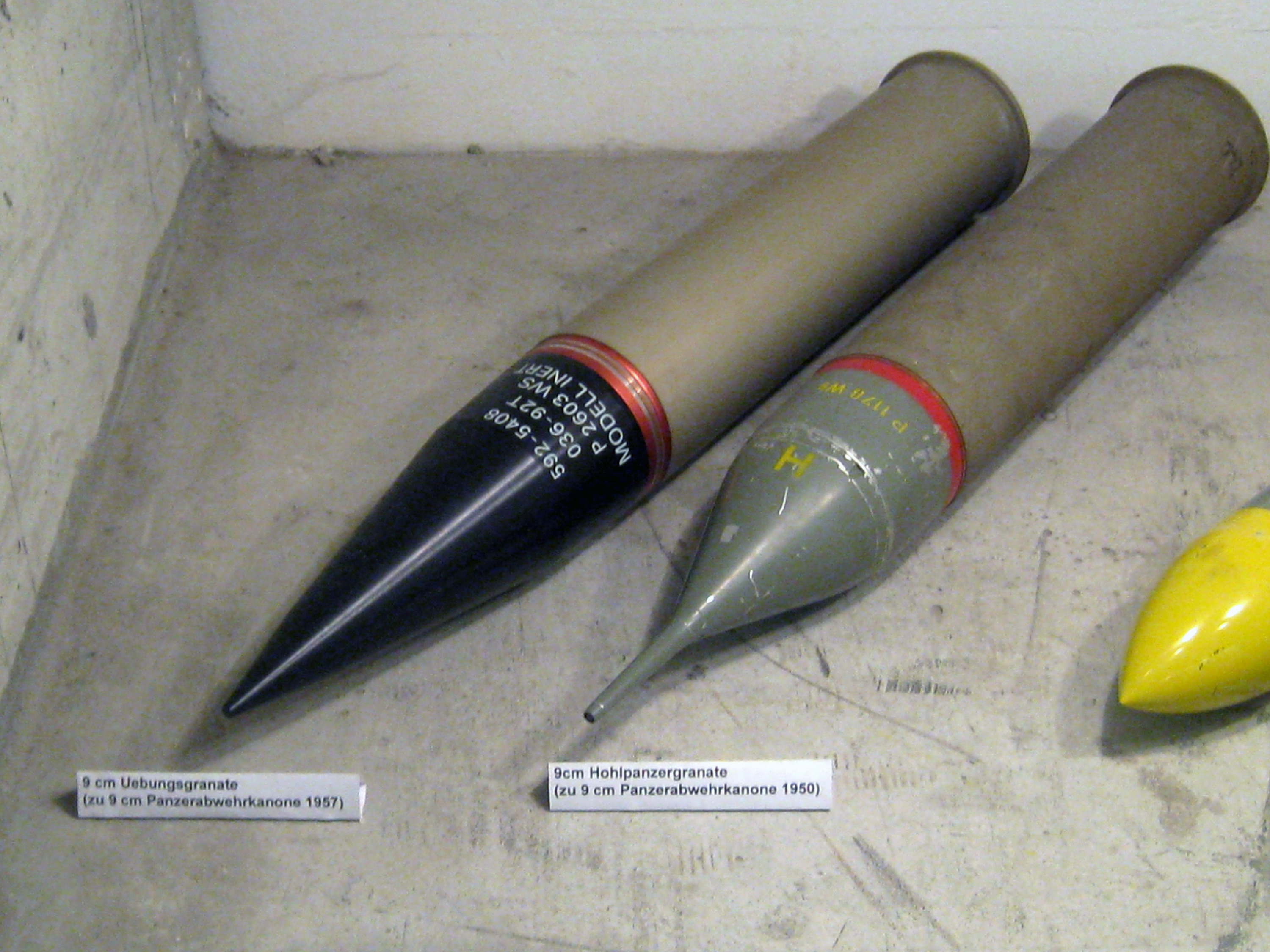
Munition für Schweizer Panzerabwehrkanonen im Kaliber 9 cm

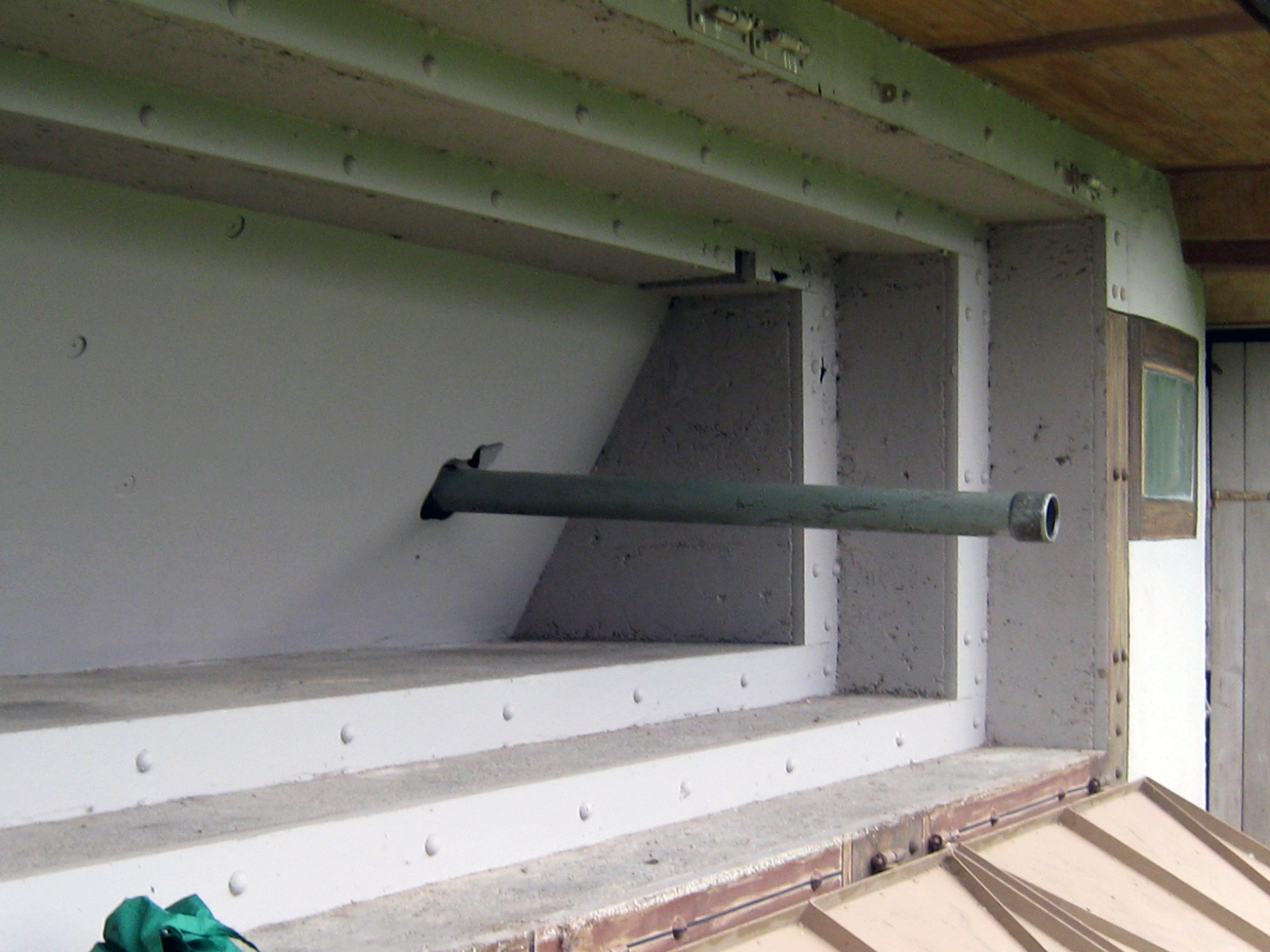
Schweizer 9-cm-Festungs-Pak 50/57 im Infanteriewerk Sufers der Festung Crestawald

Eine Panzerabwehrkanone (kurz Pak oder PaK) ist eine für die Bekämpfung gepanzerter Ziele, vor allem von Panzern, konzipierte Kanone. Mit der Pak wird panzerbrechende Munition im direkten Richten verschossen.

## Entwicklung
Die Entwicklung dieser Waffen war nach den ersten Panzereinsätzen des Ersten Weltkrieges notwendig geworden, um eine geeignete Abwehrwaffe gegen Panzer zu besitzen. Anfänglich wurden die Panzer im direkten Beschuss mit herkömmlichen Artilleriegeschützen bekämpft. Es zeigte sich aber schnell, dass diese für die Panzerbekämpfung nur bedingt geeignet waren und daher die Entwicklung einer entsprechenden Waffe notwendig war.
Zwischen den Weltkriegen wurden zunächst Panzerbüchsen als überschwere Gewehre entwickelt und eingeführt. Mit der zunehmenden Stärke der Panzerungen waren diese Waffen nicht mehr ausreichend, so dass spezielle Panzerabwehrkanonen entwickelt wurden.
Die Maginot-Linie – sie wurde in den 1930er-Jahren gebaut – war mit nur 344 Geschützen und 500 Panzerabwehrkanonen (bezogen auf ihre Gesamtlänge) artilleristisch eher dürftig ausgestattet.
Im Zweiten Weltkrieg hatte diese Waffe ihre Hochzeit, da die Panzerbekämpfung eine immer größere Rolle spielte. Pak kamen in verschiedenen Ausführungen an allen Fronten zum Einsatz.
Zu Beginn des Krieges war die deutsche Wehrmacht mit der 3,7-cm-PaK 35/36 ausgestattet. Bereits bei Kriegsbeginn erwies sich dieses Geschütz aber als zu leistungsschwach. Im Verlauf des Krieges erforderte die ständig stärker werdende Panzerung der Panzer auch leistungsfähigere Panzerabwehrkanonen. Im Deutschen Reich wurden daraufhin Pak mit Kalibern von 5 cm (PaK 38), 7,5 cm (PaK 40), 8,8 cm (PaK 43) und 12,8 cm (PaK 44) entwickelt. Selbst die Leistung der 7,5-cm-Pak 40 reichte an der Ostfront zum Ende des Krieges nicht mehr aus, um der neuesten Generation sowjetischer Panzer gewachsen zu sein.
Für die Wehrmacht erwies es sich als ein Glücksfall, dass die 8,8-cm-FlaK (eine Flugabwehrkanone mit 8,8 cm Kaliber) im Unterschied zu den meisten anderen schweren Flugabwehrkanonen auch unter die Horizontale gerichtet werden konnte und so auch Erdziele direkt beschießen konnte.
Im Rahmen des Westfeldzuges griffen in der Schlacht von Abbeville (28. Mai bis 4. Juni 1940) alliierte Panzer unter General Weygand deutsche Linien an. Es zeigte sich, dass nur die „Acht-Acht“ die Panzerung der schweren britischen Panzer vom Typ Matilda II durchschlagen konnte. Es gelang der 57. Infanterie-Division, den Vorstoß zu stoppen.
Das Gewicht der Pak nahm im Verlauf des Krieges erheblich zu; sie brauchten deshalb immer stärkere Zugmaschinen. Bis zur 5-cm-Pak 38 fanden 1-Tonnen-Zugmittel Verwendung. Die 7,5-cm-Pak 40 benötigte eine leichte 3-Tonnen-Artilleriezugmaschine von Hansa-Lloyd-Goliath, später Borgward, und die 8,8-cm-Pak eine große Zugmaschine (Sd.Kfz. 7), die 12,8-cm-Pak war mit Sd.Kfz. 7 nur noch unzureichend zu bewegen, die Sd.Kfz. 9 (Famo-18-t-)Zugmaschine war aber selten.
Die wirkungsvollen 8,8-cm- und 12,8-cm-PaK wurden deshalb durch rückstoßfreie Raketenwerfer ergänzt. Die 8-cm-Panzerabwehrwerfer 600 und 8,8-cm-Raketenwerfer 43 (Puppchen) waren kleiner, leichter, beweglich und mit zwei bis drei Mann Besatzung einsetzbar. Ihre panzerbrechende Wirkung war aber auf Entfernungen bis etwa 500 Meter begrenzt.
Zur Erhöhung der Mobilität wurden daher auch viele Pak auf Selbstfahrlafetten gesetzt, beispielsweise Marder II. Darüber hinaus wurden zur beweglichen Panzerabwehr Jagdpanzer entwickelt, beispielsweise der sehr erfolgreiche Jagdpanther, der schwerfällige Jagdtiger und der leichte Jagdpanzer 38.
Die Pak wurden in der Wehrmacht in Panzerjägereinheiten zusammengefasst, die bei den Infanterieregimentern als 14. Kompanie aufgestellt war, in den Divisionen als Panzerabwehrabteilung (etwa 105 Mann) bestand oder als schwere Panzerabwehrabteilung dem Korps oder der Armee unterstellt waren. Etliche der Panzerabwehrgeschütze anderer Länder wurden als Beutewaffe genutzt. Eine Übersicht dieser Geschütze findet sich in der Liste von Panzerabwehrkanonen gemäß den Kennblättern fremden Geräts D 50/4.
Gegen Ende des Zweiten Weltkrieges wurden rückstoßfreie Kanonen entwickelt, die nach dem Zweiten Weltkrieg zunächst die bisher üblichen Panzerabwehrkanonen ergänzten und teilweise ersetzten, sich aber langfristig nicht durchsetzen konnten.
In den Streitkräften des Warschauer Paktes wurden bis in die 1980er-Jahre noch gezogene Pak (wie beispielsweise die 100-mm-M 1955 oder die 85-mm-D 44) eingesetzt. Einige Staaten verwenden diese bis heute.
Heute sind Panzerabwehrkanonen im Infanteriegebrauch nahezu vollständig durch Panzerabwehrraketen (TOW, MILAN etc.) und Raketengranaten (zum Beispiel RPG) ersetzt worden.

## Liste nach Herstellerstaat
Belgien
- Canon antichar de 47 mm modèle 1931

Deutsches Reich
- 3,7-cm-TAK
- 3,7-cm-PaK 35/36
- 4,2-cm-leichte PaK 41
- 5-cm-PaK 38
- 7,5-cm-PaK 97/38
- 7,5-cm-PaK 40
- 8,8-cm-PaK 43 & Pak 43/41
- 12,8-cm-PaK 44

Frankreich
- Canon léger de 25 antichar SA-L mle 1937 auch als 2,5-cm-PaK 113(f)
- Canon de 47 antichar SA mle 1937 47 mm
- Canon de 47 antichar SA mle 1939 47 mm

Großbritannien
- QF 2 pounder (40 mm)
- QF 6 pounder (57 mm)
- Ordnance QF 17-pounder (76,2 mm)
- 120-mm-BAT, L6 Wombat

Italien
- Cannone da 47/32 (47 mm)

Japan
- Typ 96 25-mm-Pak
- Typ 1 37-mm-Pak
- Typ 1 47-mm-Pak

Schweden
- Bofors 37-mm-PaK
- Pvpj 1110 90 mm

Sowjetunion
- 37-mm-1-K
- 45-mm-Panzerabwehrkanone M1937 (53-K)
- 45-mm-Panzerabwehrkanone M1942
- 57-mm-Panzerabwehrkanone ZiS 2
- 76-mm-Divisionskanone M1942 (SiS-3)
- 85-mm-Panzerabwehrkanone D-48
- 100-mm-Panzerabwehrkanone T-12 (2A19)
- 100-mm-Panzerabwehrkanone MT-12 (2A29)
- 125-mm-Panzerabwehrkanone 2A45M Sprut-A
- 82-mm-rückstoßfreies Geschütz B10 (RG-82)
- 107-mm-rückstoßfreies Geschütz B11 (RG-107)

Tschechoslowakei
- 47 mm kanon P.U.V.vz.36 auch als 4,7-cm-PaK 36(t)

USA
- 37-mm-M 3
- 3-inch-M 1918
- Rückstoßfreies Geschütz M40
- 90-mm-Gun M1